# SENSUI
SENSUI（せんすい、有限会社泉水）は、かつて存在したB ZONEグループ（旧・ビーインググループ）傘下の芸能事務所でZARDのマネージメントオフィスだった。

## 概要
同じくB ZONE傘下のレーベル、B-Gram RECORDSから音源を発表するミュージシャンのユニット・ZARD、そのメンバーでもある坂井泉水が所属していた。
社名が坂井の名に由来しているであろうこと、ZARDの固定メンバーが坂井のみであること等から、坂井の専属エージェンシーと呼べた。
2007年5月27日に坂井が逝去した以降もZARDのリリースやコンサート活動等が続けられており（ZARDの項を参照）、ZARDや坂井に付帯する各業務を行っていたが、2024年3月7日に登記上、閉鎖されている。

## 所属していたアーティスト
- ZARD
- 坂井泉水

## クレジット『SENSUI』
ZARDは1991年のデビュー当初、スターダストプロモーションに所属しており、リリースした多くのCDクレジットにもその旨が記載されていた。しかし、1994年発表のアルバム『OH MY LOVE』に記載されたのを最後に、以後リリースされたCDのクレジットに所属事務所ではなく、謝辞を示す意図以外でスターダストプロモーションや、その関係者の名が明記されたことはない。
1994年10月24日付のオリコンチャート（45位「こんなにそばに居るのに」）から、所属事務所が『SENSUI』と記載されるようになった（同年10月17日付までは『スターダストプロモーション』である）。また、1995年頃から所謂タレント名鑑等のZARDの項に所属事務所としてSENSUIの名が記載され始めた。この頃にスターダストプロモーションから移籍したと考えられる。だがその一方で、同時期にZARDが発表したCDのクレジットに『SENSUI』の名が記載されたことはなかった。
初めてクレジット『SENSUI』の記載が確認できるZARDの作品は1999年に同時発売された2冊の楽譜集『ZARD 永遠 OFFICIAL BAND SCORE』と『ZARD BLEND 〜SUN&STONE〜 OFFICIAL BAND SCORE』である。
以降、以下の作品においても『SENSUI』のクレジットが表記されており、主な内容を併せて抜粋する。尚、下記以外にもコンサートツアーのパンフレット、各グッズ等にも表記が見受けられる。
『Editorial Cooperation』として
いずれも楽譜集。
- ZARD 永遠 OFFICIAL BAND SCORE（1999年2月17日発表）
- ZARD BLEND 〜SUN&STONE〜 OFFICIAL BAND SCORE（1999年2月17日発表）
- ZARD BEST The Single Collection 〜軌跡〜 Official Piano & Vocal Score（1999年5月28日発表）
- ZARD BEST 〜Request Memorial〜 Official Piano & Vocal Score（1999年9月15日発表）
- ZARD Official Piano & Vocal Score 「時間の翼」（2001年2月15日発表）

『LIVE PRODUCTION STAFF』の『PRODUCTION』として
- What a beautiful moment（2005年6月8日発表のDVD）

『Artist Management Office』として
- 君とのDistance（アルバム、2005年9月7日発表）
- Golden Best 〜15th Anniversary〜（アルバム、2006年10月25日発表）
- ZARD Le Portfolio 1991-2006（DVD、2006年10月25日発表）
- Soffio di vento 〜Best of IZUMI SAKAI Selection〜（アルバム、2007年8月15日発表）
- Brezza di mare 〜dedicated to IZUMI SAKAI〜（アルバム、2007年8月15日発表）